# Попигай (посёлок)
Попига́й — посёлок в Таймырском Долгано-Ненецком районе Красноярского края Российской Федерации. До 2007 года входил в Хатангский район Таймырского автономного округа Красноярского края.
Постановлением администрации Таймырского (Долгано-Ненецкого) автономного округа от 5 декабря 2000 года № 492 посёлок Попигай, расположенный на реке Попигай на расстоянии 400 км от села Хатанги, подлежал упразднению, а на основании предложений, принятых сходом граждан 18 октября 2000 года, и присваивались статус посёлка и муниципального образования и наименование Попигай населённому пункту, расположенному в устье реки Сопочной при впадении её в реку Попигай (72.561503, 108.823184).
Постановление было отменено 4 января 2002 года как не соответствующее законодательству.
Население на 1 января 2019 года составляет 346 человек, в основном долганы. В посёлке работают начальная школа-интернат, фельдшерско-акушерский пункт, магазин, отделение УФПС Красноярского края — филиал ФГУП «Почта России», сельский дом культуры, библиотека, община КМН «Попигай».

## Население
| 2002 | 2010 | 2012 | 2014 | 2017 |
| ---- | ---- | ---- | ---- | ---- |
| 358  | ↘334 | ↗372 | ↘319 | →319 |

274 в 2021 